# Tanel Kangert
Tanel Kangert (Vändra, 11 maart 1987) is een voormalig Estisch wielrenner.

## Carrière
Kangert is een goede tijdrijder en degelijke klimmer. Hij kreeg zijn opleiding bij het Franse AG2R La Mondiale, waar hij ook zijn professionele carrière begon. Aanvankelijk had hij veel knieproblemen. Na in 2010 een jaar zonder contract te hebben rond gereden werd hij 2011 opgepikt door Astana Pro Team. Hier maakt hij zich verdienstelijk als helper voor onder anderen Fredrik Kessiakoff en Roman Kreuziger. In de Ronde van Zwitserland van 2012 kreeg Kangert een vrije rol toebedeeld. Hij won de slotetappe naar Sörenberg. Hij kreeg dan ook een contractverlenging van twee jaar bij zijn team. In het hooggebergte werd Kangert een luxehelper voor Vincenzo Nibali, eindwinnaar van de Ronde van Italië van 2013. Hij reed daarna voor eigen rekening de Ronde van Zwitserland en bevestigde zijn capaciteiten met een zesde plaats in het eindklassement, vooral door een uitstekende tijdrit op de slotdag. In de Ronde van Spanje probeerde hij zijn Italiaanse kopman aan de eindoverwinning te helpen, maar Nibali strandde op de tweede plaats na de 'oude' Chris Horner. Kangert werd elfde en zijn contract werd voor drie jaar verlengd.
In 2014 vervulde hij een knechtenrol in de Ronde van Frankrijk. Nibali won de Tour, Kangert zelf werd twintigste in het eindklassement.
In de wegwedstrijd op de Olympische Spelen
in Rio de Janeiro werd Kangert negende, op minder dan twee minuten van winnaar Greg Van Avermaet.
2017 was het jaar waar Kangert zelf enkele malen het zegegebaar kon maken. Hij won twee ritten en werd tweede in het eindklassement van de Ronde van Trentino. Dat jaar won hij ook een rit in en werd eindwinnaar van de Ronde van Abu Dhabi. In de Giro d'Italia viel hij uit in de vijftiende etappe, na tegen een verkeersbord te zijn gereden. Op dat moment stond hij in de top 10 stond van de rangschikking.
In 2018 kwam hij terug van een revalidatie, waarbij hij een elfde plaats behaalde in de Ronde van Zwitserland.

## Palmares

### Belangrijkste overwinningen
2007
 Estisch kampioen op de weg, Beloften
2008
 Estisch kampioen tijdrijden, Elite
2010
GP SEB Tartu
 Estisch kampioen tijdrijden, Elite
2012
9e etappe Ronde van Zwitserland
 Estisch kampioen op de weg, Elite
2013
 Estisch kampioen tijdrijden, Elite
1e etappe Ronde van Spanje (ploegentijdrit)
2016
1e (ploegentijdrit), 3e en 4e etappe Ronde van Trentino
3e etappe Ronde van Abu Dhabi
Eindklassement Ronde van Abu Dhabi
2018
 Estisch kampioen tijdrijden, Elite

### Resultaten in voornaamste wedstrijden
| Jaar | Ronde van Italië | Ronde van Frankrijk | Ronde van Spanje |
| ---- | ---------------- | ------------------- | ---------------- |
| 2010 |                  |                     |                  |
| 2011 |                  |                     | 64e              |
| 2012 | 26e              |                     |                  |
| 2013 | 14e              |                     | 11e              |
| 2014 |                  | 20e                 | opgave           |
| 2015 | 13e              | 22e                 |                  |
| 2016 | 23e              | 26e                 |                  |
| 2017 | opgave           |                     |                  |
| 2018 | opgave           | 16e                 |                  |
| 2019 | 18e              | 27e                 |                  |
| 2020 | 32e              |                     |                  |
| 2021 | 21e              |                     |                  |
| 2022 |                  |                     |                  |

| Jaar | Luik-Bast.‑Luik | Ronde van Lombardije | Waalse Pijl | Parijs-Tours |  | WK op de weg |  | Wereldranglijsten |
| ---- | --------------- | -------------------- | ----------- | ------------ |  | ------------ |  | ----------------- |
| 2010 |                 |                      |             |              |  | 84e          |  |                   |
| 2011 |                 |                      |             |              |  | opgave       |  |                   |
| 2012 |                 |                      |             |              |  | 114e         |  | 177e (UWT)        |
| 2013 |                 |                      |             | 30e          |  | opgave       |  | 44e (UWT)         |
| 2014 | 126e            |                      | 102e        |              |  |              |  | 176e (UWT)        |
| 2015 | 58e             |                      |             |              |  | 24e          |  | 114e (UWT)        |
| 2016 | 11e             | opgave               |             |              |  |              |  |                   |
| 2017 | 54e             |                      | 132e        |              |  |              |  | 263e (UWT)        |
| 2018 | 41e             |                      | 40e         |              |  | opgave       |  |                   |
| 2019 | 32e             | 56e                  |             |              |  | opgave       |  |                   |
| 2020 |                 |                      |             |              |  | opgave       |  |                   |
| 2021 | 112e            |                      |             |              |  |              |  |                   |
| 2022 |                 | opgave               |             |              |  |              |  |                   |

### Resultaten in kleinere rondes
| Jaar | Tour Down Under | Parijs-Nice | Tirreno-Adriatico | Ronde van Catalonië | Ronde van het Baskenland | Ronde van Romandië | Critérium du Dauphiné | Ronde van Zwitserland | Ronde van Polen | Eneco Tour | Ronde van Duitsland | Ronde van Peking |
| ---- | --------------- | ----------- | ----------------- | ------------------- | ------------------------ | ------------------ | --------------------- | --------------------- | --------------- | ---------- | ------------------- | ---------------- |
| 2008 |                 |             |                   |                     |                          |                    |                       | 14e                   | 25e             |            | 68e                 |                  |
| 2009 |                 |             |                   |                     |                          |                    |                       |                       | 80e             | 39e        |                     |                  |
| 2010 |                 |             |                   |                     |                          |                    |                       |                       |                 |            |                     |                  |
| 2011 | 46e             |             |                   | 68e                 |                          |                    |                       | 32e                   |                 |            |                     | 25e              |
| 2012 |                 |             |                   |                     | 44e                      |                    |                       | 18e (1)               |                 | 39e        |                     | 13e              |
| 2013 |                 |             |                   |                     | 27e                      |                    |                       | 6e                    | 9e              |            |                     |                  |
| 2014 |                 |             | 23e               |                     |                          | 33e                | 17e                   |                       |                 |            |                     |                  |
| 2015 |                 |             |                   | 64e                 |                          |                    |                       |                       |                 |            |                     |                  |
| 2016 |                 | 26e         |                   | 19e                 |                          |                    |                       |                       |                 |            |                     |                  |
| 2017 |                 | 39e         |                   |                     |                          | 41e                |                       |                       |                 |            |                     |                  |
| 2018 |                 |             | 35e               |                     |                          | 21e                |                       | 11e                   |                 |            |                     |                  |
| 2019 |                 |             | 29e               | 40e                 |                          | 17e                |                       |                       |                 |            |                     |                  |
| 2020 |                 | 8e          | 25e               |                     |                          |                    | 46e                   |                       |                 |            |                     |                  |
| 2021 |                 |             |                   | 33e                 |                          |                    |                       |                       | 15e             |            |                     |                  |
| 2022 |                 |             |                   |                     | opgave                   |                    |                       |                       |                 |            |                     |                  |

(*) tussen haakjes het aantal individuele etappe-overwinningen

## Ploegen
- 2007 –  AG2R Prévoyance (stagiair vanaf 1-8)
- 2008 –  AG2R La Mondiale
- 2009 –  AG2R La Mondiale
- 2011 –  Pro Team Astana
- 2012 –  Astana Pro Team
- 2013 –  Astana Pro Team
- 2014 –  Astana Pro Team
- 2015 –  Astana Pro Team
- 2016 –  Astana Pro Team
- 2017 –  Astana Pro Team
- 2018 –  Astana Pro Team
- 2019 –  EF Education First Pro Cycling
- 2020 –  EF Education First Pro Cycling
- 2021 –  Team BikeExchange
- 2022 –  Team BikeExchange Jayco

Arrieta ·
Calzati · 
Deignan ·  
Dessel ·
Dion ·
Dumoulin · 
Dupont ·
Elmiger ·
Gadret ·
Gerrans · 
Goubert · 
Krivtsov ·
Loubet ·
Mandri ·
Mangel · 
Mondory ·
Moreau ·
Naibo ·
Navas ·
Nazon ·
Nocentini ·
Oesaw · 
Poulhiès ·
Riblon ·
Rousseau · 
Sonnery ·
Turpin · 
Kangert (stagiair) ·
Moucheraud (stagiair) ·
Sénac (stagiair) 
Arrieta ·
Calzati · 
Deignan ·  
Dessel ·
Dion ·
Dupont ·
Edaleine ·
Elmiger ·
Gadret ·
Goubert · 
Jefimkin · 
Kangert ·
Krivtsov ·
Loubet ·
Mandri ·
Mangel · 
Mondory ·
Nazon ·
Nocentini ·
Oesaw · 
Pineau ·
Pliușchin ·
Poulhiès ·
Riblon ·
Rousseau · 
Sénac ·
Sonnery ·
Turpin · 
Valjavec ·
Vandenbergh · 
Bérard (stagiair) ·
Bonnafond (stagiair) ·
Kadri (stagiair)  
Arrieta ·
Bonnafond ·
Clerc ·
Dessel ·
Dion ·
Dupont ·
Elmiger ·
Gadret ·
Goubert · 
Hinault ·
A. Jefimkin ·
V. Jefimkin · 
Kadri ·
Kangert ·
Krivtsov ·
Loubet ·
Mandri · 
Mondory ·
Nocentini ·
Pineau ·
Pliușchin ·
Poulhiès ·
Riblon ·
Roche ·
Rousseau · 
Sénac ·
Smukulis ·
Sonnery ·
Turpin · 
Valjavec · 
Desriac (stagiair) ·
Gastauer (stagiair) 
Bazajev ·
Clarke ·
Davis ·
Di Grégorio ·
Dyaçenko ·
Fofonov ·
Gasparotto ·
Hryvko ·
M. Iglinski · 
V. Iglinski ·
Jufré ·
Kangert ·
Kasjetsjkin ·
Kessiakoff ·
Kirejev (tot 15/08) ·
Kišerlovski ·
Kreuziger ·
Lorenzetto ·
Masciarelli ·
Mizoerov ·
Nepomnyaşşïy ·
Petrov ·
Renev ·
Štangelj ·  
Tiralongo · 
Vaitkus ·
Vinokoerov ·
Zejts ·
Groezdev (stagiair) ·
Joemabekov (stagiair) ·
Sjoetsjemojin (stagiair) ·
Tlewbajev (stagiair)
Aru ·
Bazajev ·
Božič ·
Brajkovič ·
Dyaçenko ·
Fofonov ·
Gasparotto ·
Gavazzi ·
Groezdev ·
Guarnieri ·
Hryvko ·
M. Iglinski · 
V. Iglinski ·
Kangert ·
Kasjetsjkin ·
Kessiakoff ·
Kišerlovski ·
Kreuziger ·
Masciarelli (tot 31/05) ·
Moeravjov ·
Nepomnyaşşïy ·
Petrov ·
Ponzi ·
Renev ·
Seeldraeyers · 
Silin · 
Tiralongo · 
Vinokoerov  ·
Zejts
Agnoli ·
Aru ·
Bazajev ·
Božič ·
Brajkovič ·
Dyaçenko ·
Fuglsang ·
Gasparotto ·
Gavazzi ·
Groezdev ·
Guardini ·
Guarnieri ·
Hryvko ·
Huffman ·
Iglinski · 
Kamışev ·
Kangert ·
Kasjetsjkin ·
Kessiakoff ·
Loetsenko ·
Moeravjov ·
Nibali ·
Ponzi ·
Seeldraeyers · 
Silin · 
Tiralongo · 
Tlewbajev ·
Vanotti ·
Zejts
Agnoli · Aru · Božič · Brajkovič · Dyaçenko · Fominykh · Fuglsang · Gasparotto · Gavazzi · Groezdev · Guardini · Guarnieri · Hryvko · Huffman · V.Iglinski · M.Iglinski · Kamışev · Kangert · Kessiakoff · Landa · Loetsenko · Moeravjov · Nibali · Scarponi · Tiralongo · Tlewbajev · Vanotti · Westra · Zejts · Ayazbajev (stagiair) · Davïdenok (stagiair) · Qojatajev (stagiair)
Agnoli · Aru · Ayazbajev · Boom · Božič · Cataldo · De Vreese · Dyaçenko · Fominykh · Fuglsang · Groezdev · Guardini · Hryvko · Kamışev · Kangert · Landa · Loetsenko · López · Malacarne · Nibali · Qojatajev · Rosa · Sánchez · Scarponi · Taaramäe · Tiralongo · Tlewbajev · Vanotti · Westra · Zejts
Agnoli · Aru · Ayazbajev · Boom · Capecchi · Cataldo · De Vreese · Fominykh · Fuglsang · Groezdev · Guardini · Hryvko · Kamışev · Kangert · Loetsenko · López · Malacarne · Nibali · Ömirzaqov · Qojatajev · Rosa · Sánchez · Scarponi · Smukulis · Tiralongo · Tlewbajev · Vanotti · Westra · Zacharov · Zejts · Bïjigitov (stagiair) · Koelimbetov (stagiair)
Aru · Bilbao · Bïjigitov · Breschel · Cataldo · De Vreese · Fominykh · Fuglsang · Gatto · Groezdev · Hansen · Hryvko · Kamışev · Kangert · Korsæth · Loetsenko · López · Minali · Moser · Qojatajev · Sánchez · Scarponi · Stalnov · Tiralongo · Tlewbajev · Tsjernetski · Valgren · Zacharov · Zejts · Gïdïç (stagiair) · Lauk (stagiair)
Bilbao · Bïjigitov · Cataldo · Cort · De Vreese · Fominykh · Fraile · Fuglsang · Gatto · Gïdïç · Groezdev · Hansen · Hirt · Houle · Hryvko · Kangert · Korsæth · Loetsenko · López · Minali · Moser · Qojatajev · Sánchez · Stalnov · Tlewbajev · Tsjernetski · Valgren · Villella · Zacharov · Zejts
Bennett · van den Berg · Bettiol · Breschel · Brown · Caicedo · Carthy · Clarke · Craddock · Docker · Dombrowski · Higuita · Hofland · Howes · Kangert · Langeveld · Martínez · McLay · Modolo · Morton · Owen · Phinney · Scully · Urán · van Garderen · Vanmarcke · Villalobos · Whelan · Woods
Bennett · Bettiol · Caicedo · Carthy · Clarke · Cort · Craddock · Docker · Guerreiro · Halvorsen · Higuita · Hofland · Howes · Kangert · Keukeleire · Langeveld · Martínez · Morton · Owen · Powless · Rutsch · Scully · Urán · Van den Berg · Van Garderen · Vanmarcke · Villalobos (tot 1 augustus) · Whelan · Woods · Bissegger (stagiair)
Bauer · Bewley · Bookwalter · Chaves · Colleoni · Durbridge · Edmondson · Grmay · Groves · Hamilton · Hepburn · Howson · Jansen · Juul-Jensen · Kangert · Konysjev · Matthews · Meyer · Mezgec · Nieve · Peák · Schultz · Scotson · Smith · Stannard · Yates · Zejts · Choon (stagiair) · O'Brien (stagiair)
Balmer · Bauer · Bewley · Colleoni · Craddock · Durbridge · Edmondson · Grmay · Groenewegen · Groves · Hamilton · Hepburn · Howson · Jansen · Juul-Jensen · Kangert · Konysjev  · Maas · Matthews · Meyer · Mezgec · O'Brien · Peña · Reinders (vanaf 23/8) · Schultz · Scotson · Smith · Sobrero · Stewart · Yates · Bogusławski (stagiair) · De Pretto (stagiair) · Foldager (stagiair)